# Ustrój polityczny Urugwaju
Na mocy konstytucji z 1966 r. Urugwaj jest republiką wielopartyjną.
Władza ustawodawcza należy do dwuizbowego
Zgromadzenia Powszechnego. Prezydent, 31 senatorów i 99 członków Izby Reprezentantów pochodzi z wyborów powszechnych, ich kadencja trwa 5 lat. Prezydent powołuje rząd na czele którego stoi.